# Le Luc
Le Luc è un comune francese di 11 094 abitanti (2019) situato nel dipartimento del Var della regione della Provenza-Alpi-Costa Azzurra.
Ai primi di settembre 1943 la 30ª Squadriglia della Regia Aeronautica era a Le Luc nel 76º Gruppo del 20º Stormo da Osservazione Aerea dell'Aviazione Ausiliaria per l'Esercito nell'ambito dell'Occupazione italiana della Francia meridionale.

## Società

### Evoluzione demografica
Abitanti censiti